# Yin Zheng
Yin Zheng (7 maart 1996) is een Chinees skeletonracer.

## Carrière
Yin maakte zijn wereldbekerdebuut in het seizoen 2019/20 waar hij negende werd in Sigulda maar niet verder kwam dan een wedstrijd. Net zoals de andere Chinese skeletonracers nam hij geen deel aan het seizoen 2020/21 maar nam in Sigulda opnieuw deel aan het seizoen 2021/22 waar hij negentiende werd en 39e in de einduitslag.
In 2022 nam hij namens China deel aan de Olympische Winterspelen in eigen land waar hij net buiten het podium viel met een vijfde plaats.

## Resultaten

### Olympische Spelen
| Jaar | Plaats | Resultaat |
| ---- | ------ | --------- |
| 2022 | Peking | 5e        |

### Wereldbeker
Eindklasseringen
| Seizoen   | Rang |
| --------- | ---- |
| 2019/2020 | 32e  |
| 2020/2021 | /    |
| 2021/2022 | 39e  |
| 2022/2023 | 10e  |